# Гленігл (Колорадо)
Гленігл (англ. Gleneagle) — переписна місцевість (CDP) в США, в окрузі Ель-Пасо штату Колорадо. Населення — 6649 осіб (2020).

## Географія
Гленігл розташований за координатами 39°2′50″ пн. ш. 104°50′9″ зх. д. / 39.04722° пн. ш. 104.83583° зх. д. (39.047357, -104.835794).  За даними Бюро перепису населення США в 2010 році переписна місцевість мала площу 6,29 км², з яких 6,27 км² — суходіл та 0,01 км² — водойми.

## Демографія
Згідно з переписом 2010 року, у переписній місцевості мешкало 6611 особа в 2318 домогосподарствах у складі 1885 родин. Густота населення становила 1051 особа/км².  Було 2405 помешкань (382/км²).
Расовий склад населення:
| - 91,3 % — білих - 3,0 % — азіатів - 1,5 % — чорних або афроамериканців - 0,4 % — корінних американців - 0,1 % — вихідців з тихоокеанських островів - 1,0 % — осіб інших рас |

До двох чи більше рас належало 2,6 %. Частка іспаномовних становила 5,5 % від усіх жителів.
За віковим діапазоном населення розподілялося таким чином: 29,8 % — особи молодші 18 років, 58,1 % — особи у віці 18—64 років, 12,1 % — особи у віці 65 років та старші. Медіана віку мешканця становила 39,6 року. На 100 осіб жіночої статі у переписній місцевості припадало 93,2 чоловіків;  на 100 жінок у віці від 18 років та старших — 91,1 чоловіків також старших 18 років.
Середній дохід на одне домашнє господарство  становив 113 135 доларів США (медіана — 106 030), а середній дохід на одну сім'ю — 124 033 долари (медіана — 111 814). Медіана доходів становила 89 519 доларів для чоловіків та 53 665 доларів для жінок. За межею бідності перебувало 1,1 % осіб, у тому числі 0,0 % дітей у віці до 18 років та 0,0 % осіб у віці 65 років та старших.
Цивільне працевлаштоване населення становило 2884 особи. Основні галузі зайнятості: освіта, охорона здоров'я та соціальна допомога — 27,8 %, науковці, спеціалісти, менеджери — 10,2 %, виробництво — 9,2 %, будівництво — 8,7 %.